# المجلس الشعبي الكلداني السرياني الآشوري
المجلس الشعبي الكلداني السرياني الآشوري (بالسريانية: ܡܘܬܒܐ ܥܡܡܝܐ ܟܠܕܝܐ ܣܘܪܝܝܐ ܐܬܘܪܝܐ)‏ هو تكتل سياسي لمجموعة من الأحزاب الكلدانية السريانية الآشورية في العراق. تشكل المجلس الشعبي باسم قائمة عشتار سنة 2007 وشارك في انتخابات المحافظات سنة 2009.
يحتل هذا التكتل مقعدين في البرلمان العراقي وعدة مقاعد في مجالس محافظات بغداد ونينوى وأربيل ويعتبر ثاني أهم الأحزاب الممثلة للمسيحيين في العراق بعد الحركة الديمقراطية الآشورية. ويدير الحزب قناة عشتار الفضائية وتنشر العديد من المجلات الشهرية المختلفة.